# Terminal High Altitude Area Defense
Terminal High Altitude Area Defense (THAAD, anteriormente chamado de Theater High Altitude Area Defense, em português: Terminal de defesa da área de alta altitude) é um sistema de mísseis antibalísticos do Exército dos Estados Unidos projetado para abater mísseis balísticos de alcance curto, médio e intermediário. O THAAD foi desenvolvido para combater os ataques de mísseis Scud do Iraque durante a Guerra do Golfo, em 1991. O míssil não carrega nenhuma ogiva, mas usa a energia cinética do impacto para destruir o míssil invasor. Um golpe de energia cinética minimiza o risco de explodir mísseis balísticos convencionais e mísseis balísticos com pontas nucleares não detonarão após um impacto de energia cinética.
Originalmente um programa do Exército dos EUA, o THAAD veio sob a administração da Agência de Defesa contra Mísseis. A Marinha dos Estados Unidos tem um programa semelhante, o Sistema de Defesa de Mísseis Balísticos Aegis, baseado no mar, que agora tem um componente de terra também ("Aegis em terra"). O THAAD deveria ter sido originalmente implantado em 2012, mas a implantação inicial ocorreu em maio de 2008. O THAAD foi implantado nos Emirados Árabes Unidos, Turquia e Coreia do Sul.
O sistema THAAD está sendo projetado, construído e integrado pela Space Systems da Lockheed Martin, que atua como contratante principal. Os principais subcontratados incluem Raytheon, Boeing, Aerojet, Rocketdyne, Honeywell, BAE Systems, Oshkosh Defense, MiltonCAT e Oliver Capital Consortium.